# Zygometra andromeda
Zygometra andromeda is een haarster uit de familie Zygometridae.
De wetenschappelijke naam van de soort werd in 1912 gepubliceerd door Austin Hobart Clark.